# Józef Żelaśkiewicz
Józef Żelaśkiewicz, pseudonim „Jaszko” i „Orlik” (ur. 21 lutego 1929 w Książu Wielkim) – polski działacz partyjny i państwowy, inżynier budownictwa i elektryk, żołnierz podziemia podczas i po II wojnie światowej, podsekretarz stanu w Ministerstwie Budownictwa i Przemysłu Materiałów Budowlanych (1977–1979).

## Życiorys
Syn Jana, podoficera 3 Pułku Ułanów Śląskich, i Janiny, działaczki podziemia. Jego ojciec zginął od ran odniesionych w kampanii wrześniowej, a wuj Stanisław został rozstrzelany przez Niemców. W konspirację zaangażowała się wówczas matka Janina. Od 1942 pod pseudonimem „Jaszko” działał w Szarych Szeregach (drużyna „Mirów” aktywna koło Książa Wielkiego), m.in. jako goniec i obserwator. W 1943 zaprzysiężony do Armii Krajowej pod ps. „Orlik”, w 1944 odbył szkolenie w 2 plutonie II kompanii Samodzielnego Batalionu Szturmowego „Suszarnia”. Pełnił rolę łącznika AK z Batalionami Chłopskimi, uczestniczył w akcjach zrzutu materiałów dla partyzantów oraz odbiciu więźniów z rąk niemieckich. Po wojnie działał w Ruchu Oporu Armii Krajowej m.in. jako pilot Polaków przemieszczających się z Kresów Wschodnich na Ziemie Odzyskane. W sierpniu 1948 aresztowany na kilkanaście dni przez Urząd Bezpieczeństwa w Żywcu pod zarzutem próby nielegalnego przekroczenia granicy z Czechosłowacją. Ponownie aresztowany w 1952, spędził półtora roku w więzieniu na ul. Montelupich w Krakowie, a następnie przy pracy przymusowej w kopalni w Jaworznie. Poddawano go torturom, zaś praca w kopalni doprowadziła do licznych chorób. Po wypuszczeniu na wolność pozostawał pod obserwacją bezpieki.
W 1947 zdał maturę, ukończył studia z inżynierii elektrycznej w Akademia Górniczo-Hutniczej w Krakowie (1956) oraz inżynierii budownictwa na Politechnice Poznańskiej (1974). Od 1947 do 1949 pracował kolejno jako ślusarz w Państwowych Zakładach Budowy Maszyn „Zgoda” w Świętochłowicach, kreślarz w Państwowym Browarze „Żywiec” w Żywcu. Następnie od 1951 do 1955 robotnik placowy i pomocnik mistrza w Zarządzie Montażowym Nr 1 Przedsiębiorstwa Robót Elektrycznych w Nowej Hucie oraz kierownik sekcji produkcji w Przedsiębiorstwie Elektromontażu Budowy Huty im. Włodzimierza Lenina w Nowej Hucie. W 1955 został zatrudniony w Przedsiębiorstwie Robót Elektrycznych „Elektromontaż” w Nowej Hucie jako kierownik budowy i zastępca kierownika robót. Następnie w 1961 został naczelnym inżynierem PRE „Elektromontażu” we Wrocławiu, a w 1965 dyrektorem poznańskiego oddziału przedsiębiorstwa. Pomiędzy 1973 a 1977 pozostawał naczelnym dyrektorem Zjednoczenia  PRE „Elektromontaż” w Warszawie.
Od 1948 do 1952 przewodniczył zarządowi zakładowemu Związku Młodzieży Polskiej, od 1962 w szeregach Naczelnej Organizacji Technicznej. W 1952 wstąpił do Polskiej Zjednoczonej Partii Robotniczej. W latach 50. był I i II sekretarzem oraz członkiem egzekutywy w POP PZPR w Nowej Hucie, a od 1962 do 1965 pozostawał członkiem Komisji Budowlanej Komitetu Wojewódzkiego PZPR we Wrocławiu. W 1977 został lektorem Komitetu Centralnego PZPR. Od marca 1977 do listopada 1979 był podsekretarzem stanu w Ministerstwie Budownictwa i Przemysłu Materiałów Budowlanych. Następnie w latach 1980–1984 pozostawał radcą handlowym w biurze radcy handlowego w Bagdadzie.

## Odznaczenia
Odznaczony Krzyżem Walecznych za postawę z lipca 1944, kiedy przebił się przez niemiecką obławę z rozkazem dowódcy Juliana Malinowskiego ps. „Słowik” do oddziału partyzanckiego „Skrzetuski” kierowanego przez Stanisława Jazdowskiego ps. „Żbik”.